# Воледзи, Максвелл
Максвелл Воледзи (англ. Maxwell Woledzi; род. 2 июля 2001, Аккра) — ганский футболист, защитник клуба «Витория (Гимарайнш) II».

## Клубная карьера
Воледзи — воспитанник футбольной академии «Райт ту Дрим». В 2019 году Максвелл подписал свой первый профессиональный контракт с дастким клубом «Норшелланн». 9 июля 2020 года в матче против «Брондбю» он дебютировал в датской Суперлиге.